# Milovan Glišić
Milovan Glišić (cirílico, Милован Ђ. Глишић Gradac, cerca de Valjevo, 6 de enero de 1847- Dubrovnik, 20 de enero de 1908) escritor, traductor y crítico literario serbio, a veces conocido como el Gogol serbio.

## Biografía
Glišić nació en una comunidad agraria de Serbia y tuvo que trabajar desde muy joven para ayudar a sus padres. Estudió en la Grande École de Belgrado (hoy Universidad de Belgrado), donde egresó en 1875. Trabajó para la sección de prensa del Ministerio de Asuntos Exteriores durante la Guerra Serbio-Turca de 1875 y más tarde trabajó para varios medios como periodista y traductor. También fue bibliotecario y dramaturgo del Teatro Nacional de Belgrado.

## Obra

### Drama
- Dva cvancika (1883)
- Podvala (1885)

### Cuentos
- Glava šećera
- Ni oko šta
- Posle devedeset godina
- Prva brazda
- Raspis
- Redak zver
- Roga
- Sigurna većina
- Svirač
- Šilo za ognjilo
- Vujina prosidba
- Zloslutni broj